# Viejo clásico salteño
El Viejo clásico salteño es el derbi futbolístico que enfrenta a dos de los equipos más populares y antiguos de Salta, Argentina: el Centro Juventud Antoniana y el Club de Gimnasia y Tiro. 
Este duelo contó con episodios vividos no sólo en torneos de carácter provincial o regional, sino también a nivel nacional, teniendo en cuenta los continuos cruces de ambos equipos en las categorías de ascenso.
| Juventud Antoniana |

|  |

## Historia
La rivalidad entre estos equipos existió casi desde los albores de los clubes. Gimnasia y Tiro fue el primero en salir a la luz, habiendo sido fundado en el año 1902 bajo el nombre de Club Atlético Salteño. Con el paso del tiempo, terminó mutando a su denominación actual y paulatinamente fue sumando a sus actividades la práctica del fútbol. Por su parte, el Centro Juventud Antoniana presenta contorversias en cuanto a su fecha exacta de fundación, ya que si bien su acta constitutiva fue firmada en el año 1915, recién en 1916 tuvo su primera reunión oficial y en 1917 fue declarado como Club Atlético. Esta institución surgió a partir de una propuesta realizada por una Orden de Franciscanos para crear un centro de recreación y contención para jóvenes de ambos sexos, presentando distintas alternativas hasta la llegada del fútbol como su deporte principal.
La creación de la Liga Salteña de Fútbol en 1921 marcó el inicio de esta rivalidad, la cual si bien ya se fogueaba de años anteriores con encuentros entre simpatizantes de ambas entidades por las calles de Salta, siendo la calle Dean Funes la zona de duelo, entre Leguizamón y Caseros. A partir de allí, ambas instituciones comenzaron uno de los duelos clásicos más reconocidos del Norte Argentino y del país. La historia del Viejo Clásico Salteño fue sumando páginas en cada encuentro de Liga que llevaban adelante, teniendo también sus ediciones a nivel nacional. Fue gracias a estos dos equipos que el fútbol salteño se dio a conocer a nivel nacional, mostrándole al país nuevos episodios de este derbi, pero ya enfrentándose en las distintas categorías de ascenso. Al mismo tiempo, queda para el anecdotario el hecho de que ambas instituciones (en su debido momento) tuvieron el privilegio de participar en la Primera División del fútbol Argentino.
A nivel nacional, estos equipos tuvieron su mayor número de enfrentamientos en las terceras divisiones para equipos indirectamente afiliados a AFA (Torneo Argentino A y Torneo Federal A), habiéndose registrado 31 cotejos, con 14 victorias para 
Juventud, 16 para Gimnasia y 16 empates. |urlarchivo=https://web.archive.org/web/20180130204730/https://www.elintra.com.ar/deportes/2017/10/11/juventud-antoniana-gimnasia-tiro-quien-mejor-desde-estadisticas-106665.html |fechaarchivo=30 de enero de 2018 }}</ref> Asimismo, el Viejo Clásico fue reeditado en una de las llaves de la Fase Preliminar Regional de la Copa Argentina 2018-19, la cual culminó con un resultado global de 1-2 a favor de Gimnasia y Tiro, luego de haber empatado en el partido de ida por 1-1 en el estadio santo y ganado por 1-0 en territorio albo.

## Estadísticas

### Enfrentamientos en el Nacional B/Segunda División
- Se enfrentaron 8 veces
- Gimnasia y Tiro se impuso 4 veces
- Juventud Antoniana se impuso 3 veces
- Empataron en 1 ocasión

### Enfrentamientos en el Argentino/Federal A
- Se enfrentaron 32 veces
- Juventud Antoniana se impuso en 13 ocasiones
- Gimnasia y Tiro se impuso en 8 ocasiones
- Empataron en 13 ocasiones

### Enfrentamientos en el Regional Amateur
- Se enfrentaron 2 veces
- Juventud Antoniana se impuso en 1 ocasión
- Gimnasia y Tiro se impuso en 1 ocasión

### Enfrentamientos por Copa Argentina
- Se enfrentaron 6 veces
- Gimnasia y Tiro ganó 2
- Juventud Antoniana 1
- Empates 3 (Gimnasia ganó por penales 5 a 4 en la única eliminatoria que fue a partido único)
- Gimnasia eliminó 3 veces a Juventud, que eliminó a Gimnasia, una sola vez